# Петропавловское сельское поселение (Верхнеуральский район)
Петропа́вловское се́льское поселе́ние — сельское поселение в Верхнеуральском районе Челябинской области России. В рамках административно-территориального устройства муниципальное образование  соответствует административно-территориальной единице Петропавловский сельсовет.
Административный центр — посёлок Петропавловский.

## История
Статус и границы сельского поселения установлены законом Челябинской области от 12 июля 2004 года № 247-ЗО «О статусе и границах Верхнеуральского муниципального района, городских и сельских поселений в его составе».

## Население
| 2002  | 2010  | 2011  | 2012  | 2013  | 2014  | 2015  |
| ----- | ----- | ----- | ----- | ----- | ----- | ----- |
| 4718  | ↘3759 | ↘3757 | ↘3739 | ↘3668 | ↘3543 | ↘3456 |
| 2016  | 2017  | 2018  | 2019  | 2020  | 2021  | 2023  |
| ↘3391 | ↘3346 | ↘3330 | ↘3311 | ↘3292 | ↘3275 | ↘3168 |

## Состав сельского поселения
В состав сельского поселения входят 10 населённых пунктов:
| №  | Населённый пункт | Тип населённого пункта          | Население |
| -- | ---------------- | ------------------------------- | --------- |
| 1  | Кидышевский      | посёлок                         | ↘359      |
| 2  | Комсомольское    | село                            | ↘224      |
| 3  | Крутой Лог       | посёлок                         | ↘297      |
| 4  | Линевка          | посёлок                         | ↘139      |
| 5  | Новокопаловский  | посёлок                         | ↘133      |
| 6  | Новотоминский    | посёлок                         | ↘134      |
| 7  | Петропавловский  | посёлок, административный центр | ↘1553     |
| 8  | Сухтелинский     | посёлок                         | ↘539      |
| 9  | Томинский        | посёлок                         | ↘164      |
| 10 | Этовна           | посёлок                         | ↘217      |